# سیارک ۱۱۳۳۷
سیارک ۱۱۳۳۷ (به انگلیسی: 11337 Sandro، نامگذاری:1996PG1) یازده هزار و سیصد و سی و هفتمین سیارک کشف شده‌است که در ۱۰ اوت ۱۹۹۶ کشف شد.
قدر مطلق سیارک برابر ۱۵٫۰۰ است.